# Краще (альбом Олександра Пономарьова)
 Краще  — альбом-компіляція Олександра Понамарьова, який був виданий у 2004 році.
Тут були представлени найкращі пісні співака за 8 річну кар'єру.

## Пісні
1. З ранку до ночі
2. Тільки раз цвіте любов
3. 198000 раз
4. Зіронька
5. Перша і остання любов
6. А я піду
7. Грім
8. Чомусь так гірко плакала вона
9. Guantanamera
10. Ти моя
11. Єдина
12. Я знаю
13. Ніжними вустами
14. Човен
15. Крила
16. Він чекає на неї